# Noepoli
Noepoli é uma comuna italiana da região da Basilicata, província de Potenza, com cerca de 1.186 habitantes. Estende-se por uma área de 51 km², tendo uma densidade populacional de 23 hab/km². Faz fronteira com Cersosimo, Chiaromonte, Colobraro (MT), San Costantino Albanese, San Giorgio Lucano (MT), San Paolo Albanese, Senise, Valsinni (MT).

## Demografia
| Variação demográfica do município entre 1861 e 2011                               |
|                                                                                   |
| Fonte: Istituto Nazionale di Statistica (ISTAT) - Elaboração gráfica da Wikipedia |